# Vilém Němec
Vilém Němec (18. května 1857 Praha – 23. února 1942 tamtéž) byl český farmaceut, cestovatel, spisovatel a autor cestopisů, dlouhodobě působící v zahraničí, zejména jako průvodce loveckých výprav, především pak v Brity kontrolovaném Egyptě. Proslul zejména vypracováním vlastní koncepce pražské zoologické zahrady a spory o podobu zařízení s pozdějším prvním ředitelem ZOO Praha Jiřím Jandou.

## Život

### Mládí a praxe
Narodil se v Praze. Po absolutoriu základní a střední školy vystudoval farmacii, pravděpodobně na Karlo-Ferdinandově univerzitě v Praze. V následujících letech začal působit jako lékárník v Benešově u Prahy, kde proslul jako vytrvalý kritik a šprýmař na konto následníka rakouského trůnu arcivévody Františka Ferdinanda D'Este, který sídlil na nedaleké rezidenci Konopiště. S ním se zároveň měl osobně znát.

### V Egyptě
Po blíže nespecifikovaných skandálech v Benešově byl nucen zdejšího působení zanechat a rozhodl se odcestovat do Egypta, kde záhy začal podnikat jako průvodce loveckých výprav. Postupně získal obstojnou klientelu, se kterou podnikal lovecké výpravy až na území Anglo-egyptského Súdánu či Habešského císařství (pozdější Etiopie). V Egyptě se také setkával s dalšími zde přítomnými Čechy, např. s cestovateli a lovci Bedřichem Machulkou a Richardem Štorchem. Po dlouhodobém pobytu v Africe se do Čech vrátil roku 1902. Ze svých cest pořídil řadu cestopisů a posléze v Čechách vydal.

### Spory o pražskou zoo
Dlouhodobě pak Němec rozvíjel vlastní koncepci pro zoologickou zahradu v Praze. Prosazoval její umístění mimo městskou zástavbu, aby zde zvířatal mohla žít ve výbězích podobajících se jejich přirozenému prostředí. Roku 1904 se diskuse o založení zoo rozproudila silněji, avšak až roku 1906 byl primátorem Prahy dr. Karlem Grošem přípravou vybudování zoo v hlavním městě království pověřen středoškolský profesor Jiří Janda. Ten prosazoval její umístění na vltavském ostrově Štvanice, což Němec důrazně odmítal a Jandu za to silně kritizoval. Sám pak prosazoval její zřízení na Strahově. To přispělo k rozhodnutí na Švanici zoo nevybudovat a následnému odložení projektu, jehož další rozvoj přerušila první světová válka. K vybudování a otevření zoo pak došlo až 28. září 1931 na pozemcích v pražské Troji severně od městského centra.
Němec se v dalších letech věnoval mj. vydávání cestopisů a dobrodružných knih a pořádání cestovatelských přednášek, stejně tak publikoval např. mapu Habeše.. Roku 1930 pak opatřil českým komentářem původně němý cestopisný film Na lovu tygrů v Indii natočený roku 1929 během lovecké výpravy cestovatele George M. Dyotta do Britské Indie, který se následně promítal v československých kinech. Jednalo se tak možná o první cestovatelský film opatřený českým komentářem a Němec se tím tak zároveň stal jedním z prvních českých dabingových herců.

### Úmrtí
Vilém Němec zemřel v Praze 23. února 1942 ve věku 84 let.

## Dílo
- Mezi Beduiny, dobrodružné příhody (1917)
- V moci pouště: kniha lovců a dobrodružství (1917)
- Má dobrodružství cestou do Afriky: humoristické příběhy lovecké (1924)